# Maternus Reuß
Christian Jonas Petrus Reuß, ab 1777 Maternus Reuß OSB, auch Matern Reuß OSB (* 22. Februar 1751 in Westheim, Hochstift Würzburg; † 26. September 1798 in Würzburg) war ein fränkischer Benediktiner, Philosoph und Hochschullehrer.
Christian Jonas Petrus Reuß wurde in der Regierungszeit des Fürstbischofs von Würzburg Karl Philipp von Greiffenclau zu Vollrads als Sohn des Gastwirts und Metzgers Johann Georg Reuß im Hochstift Würzburg geboren und studierte nach dem Besuch der Lateinschule in Neustadt/Saale zunächst bei Nikolaus Burkhäuser an der Julius-Universität in Würzburg Philosophie und danach Arzneiwissenschaft.
Nach Abschluss des  Studiums ging er 1777 als Novize in das Benediktiner-Kloster St. Stephan in Würzburg,  erhielt vom in der Zeit von 1762 bis 1787 amtierenden Abt Maternus Bauermees den Ordensnamen Maternus und empfing 1780 die Priesterweihe.
Im Jahr 1782 kam er in der Nachfolge des 1780 verstorbenen Columbanus Röser als außerordentlicher und 1784 als ordentlicher Professor auf den Würzburger Lehrstuhl für Logik, Metaphysik und praktische Philosophie, wo er sich zum Anhänger der kritischen Philosophie von Immanuel Kant entwickelte und dessen Grundsätze ab 1788 lehrte.
Im Jahr 1785 wirkte er bei der maßgeblich von Franz Oberthür initiierten ersten öffentlichen Lesegesellschaft in Würzburg mit.
Er unternahm Reisen nach Jena, Wien, Salzburg und Göttingen und besuchte in der Zeit vom 27. September bis 4. Oktober 1792 gemeinsam mit seinem Schüler Konrad Stang im Auftrag bzw. zumindest mit Billigung des Fürstbischofs Franz Ludwig von Erthal den Philosophen Immanuel Kant in Königsberg.
Er war Mitglied der Kurfürstlich Mainzischen Akademie der Wissenschaften.
Seine Nachfolge übernahm der Geistliche, Philosoph und Mathematiker Andreas Metz.

## Schriften (Auswahl)
- Soll man auf katholischen Universitäten Kants Philosophie erklären? Rienner, Würzburg 1789 (MDZ)

- Logica Universalis Et Analytica Facultatis Cognoscendi Purae. Rienner, Würzburg 1789 (SUB)

- Vorlesungen über die theoretische und praktische Philosophie. Erster Theil, Vorlesungen über die Logik. Rienner, Würzburg 1797 (MDZ)

- Vorlesungen über die theoretische und praktische Philosophie. Zweyter Theil, Vorlesungen über die Metaphysik. Rienner, Würzburg 1797 (MDZ)

Dissertationen
- Stephan Majer: Aphorismen aus der Moralphilosophie, dem Naturrechte überhaupt und dem Natürlichen Staatsrechte ins besondere nach Grundsätzen der kritischen Philosophie sammt Sätzen aus den übrigen Theilen der Philosophie. Nitribitt, Würzburg 1795 (MDZ)

Briefe an Kant
- Würzburg, den 1. April 1796. In:  H. E. Fischer (Hrsg.): Briefwechsel von Imm. Kant. Dritter Band, Georg Müller, München 1913, S. 119–121 (archive.org)
- Würzburg, den 21. April 1797. In:  H. E. Fischer (Hrsg.): Briefwechsel von Imm. Kant. Dritter Band, Georg Müller, München 1913, S. 156–157 (archive.org)